# Paro nacional en Guatemala de 2015
El Paro Nacional en Guatemala de 2015 ocurrió el 27 de agosto de 2015 en todo el territorio de la República de Guatemala y tuvo como principales representantes a la sociedad civil, estudiantes universitarios, comerciantes, empresarios, campesinos y la población en general, quienes se unieron para exigir la renuncia del entonces presidente Otto Pérez Molina, quien había sido acusado de dirigir la red de defraudación aduanera conocida como La Línea.   Se reportaron manifestaciones masivas en la Ciudad de Guatemala, Antigua Guatemala, Chiquimula, Coatepeque, Cubulco, Huehuetenango, San Agustín Acasaguastlán, San Marcos, La Libertad, Jalapa, Jutiapa, Salamá Quetzaltenango, Zacapa. Petén
Más de ciento setenta mil personas manifestaron su repudio al presidente Pérez Molina en la Plaza de la Constitución en la Ciudad de Guatemala y varios millones de visitas a las redes sociales. También se reportaron obstrucciones de carreteras en los mismos puntos de los días anteriores.
No obstante la presión popular, el presidente no renunció aunque el proceso de antejuicio en su contra fue aceptado por la Corte Suprema de Justicia de Guatemala y la comisión pesquisidora electa en el Congreso de la República lo empezó a estudiar el 28 de agosto. 
Entidades públicas que participaron:
- Universidad de San Carlos
- Hospital General San Juan de Dios
- Registro de la Propiedad Inmueble
- Hospital Regional de Quiché
- Hospital Roosevelt

## Antecedentes
El 16 de abril de 2015 la CICIG (Comisión Internacional contra la Impunidad en Guatemala) y el Ministerio Público involucraron a varios altos funcionarios del Gobierno del general retirado Otto Pérez Molina, incluyendo el capitán retirado Juan Carlos Monzón (secretario privado de la vicepresidencia) y directores de la SAT (Superintendencia de Administración Tributaria) en una sofisticada red de contrabando en las aduanas de ese país centroamericano. La situación se tornó difícil para el gobierno de Pérez Molina pues la vicepresidenta Roxana Baldetti renunció a principios de mayo y se estaban efectuando marchas multitudinarias de las clases medias y de los campesinos guatemaltecos exigiendo la renuncia del presidente.
El 20 de mayo de 2015, la CICIG y el Ministerio Público guatemalteco hicieron público un nuevo caso de corrupción a gran escala, esta vez en el Instituto Guatemalteco de Seguridad Social (IGSS); los miembros de la junta directiva del IGSS fueron conducidos a prisión acusados de haber otorgado un contrato a la empresa mexicana Pisa para el tratamiento de diálisis peritoneal por medio de sobornos. La empresa no tuvo la infraestructura adecuada para el tratamiento y el IGSS había tenido que rescindir el contrato el 13 de mayo de 2015 porque había decenas de pacientes con peritonitis y más de diez fallecidos. A este caso siguió otro, conocido como el Caso Redes, que involucró al exsecretario de la presidencia y yerno de Otto Pérez Molina.
El 21 de agosto de 2015 la CICIG y el Ministerio Público giraron una orden de captura contra la exvicepresidenta Roxana Baldetti y una solicitud de antejuicio contra el presidente Otto Pérez Molina por los delitos de cohecho pasivo, asociación ilícita y caso especial de defraudación aduanera. En la conferencia de prensa que ambas entidades dieron ese mismo día, informaron que evidencias obtenidas durante los operativos del 16 de abril de 2015 demostraron que Juan Carlos Monzón no era el líder de «La Línea», sino que lo habrían sido el presidente y la exvicepresidenta; es más, sugirieron que ambos habrían estado involucrados en la red desde antes de ser electos como gobernantes.
El 21 de agosto fue llevada a prisión al cuartel de Matamoros la exvicepresidenta Roxana Baldetti, mientras que el MP y la CICIG solicitaron antejuicio contra el presidente Pérez Molina, quien en conferencia de prensa del domingo 23 de agosto por la noche se negó a renunciar.  El lunes 24 de agosto, durante la presentación de los cargos a Baldetti, el MP presentó una escucha telefónica de una conversación en el director de la SAT, Carlos Enrique Muñoz Roldán y el presidente Otto Pérez Molina:
| - Otto Pérez Molina (OPM): ¿Aló? - Carlos Enrique Muñoz Roldán (CEMR): «Señor presidente, buenas tardes, ¿como está?» - OPM: «Bien Carlos; bien gracias, ¿y usted que tal?» - CEMR: «Pues aquí, bien, Presidente, aquí.» - OPM: «Mañana pasa a la SAT lo del Directorio, ¿pasa ya mañana, va'a?» - CEMR: «Mañana Presidente, ya ahorita estoy...» - OPM: «¿Ya están todos los dictámenes, ya está todo listo?» - CEMR: «Sí solo me está corrigiendo ya Claudia el de ella, porque no mucho me convenció. Pero ahorita ya la llamé y me lo está enmendando antes de darles copia a ellos. Pero espero que ya para mañana me autoricen comenzar el proceso porque así ya comenzamos a trabajar internamente.» - OPM: «Mire, el de Recursos Humanos, que habíamos dicho de los cambios... porque si no eso no me va a caminar nada. Ya el sindicato ya dice que va a empezar a boicotear y hacer cosas, entonces antes de eso entrémosle de una vez, ¿porque no me quiere cambiar al de Recursos humanos, cual es el rollo?» - CEMR: «La cosa es que este señor es publicista, Presidente. Él no sabe de nada.» - OPM: «Va pero ponga al que usted dijo pues, al Sebastián, pero póngamelo ya, mañana.» - CEMR: «Hoy mismo hago el cambio Presidente, hoy mismo.» - OPM: «Va, hoy mismo el cambio de una vez por favor.» - CEMR: «Tendría que darle de baja de una vez al que está ahorita. Voy a mandar a llamar a Sebastián de una vez y empezamos.» - OPM: «Va.» - CEMR: «Estamos. Con mucho gusto Presidente, al menos lo conozco y sé que no me va a hacer la mala jugada por ahí.» - OPM: «Va éntrele de una vez entonces porque esto nos da pie de una vez para entrar a hacer los demás cambios.» |

El 25 y 26 de agosto de 2015 se realizaron bloqueos en varias partes de la república, exigiendo la renuncia del presidente Pérez Molina: 
| Kilómetro | Localidad                                     | Departamento   |
| --------- | --------------------------------------------- | -------------- |
| 180       | Peaje de Zunil                                | Quetzaltenango |
| 230       | Coatepeque                                    | Quetzaltenango |
| 214       | Cruce las Victorias, Colomba Costa Cuca       | Quetzaltenango |
| 178       | El Zarco, Santa Cruz Muluá                    | Retalhuleu     |
| 155       | Cuyotenango                                   | Suchitepéquez  |
| 136       | ruta a occidente, Nahualate, Chicacao         | Suchitepéquez  |
| 185       | San Julián ruta hacia el río Polochic, Tactic | Alta Verapaz   |
| 129       | cruce de Los Encuentros, ruta Interamericana  | Sololá         |
| 56        | Chimaltenango                                 | Chimaltenango  |
| 188       | Cuatro Caminos                                | Totonicapán    |
| 287       | Huehuetenango                                 | Huehuetenango  |

## Reseña de los sucesos

### Comisión pesquisidora en el Congreso
Los sesenta y dos diputados del partido Libertad Democrática Renovada —LIDER— y los veinte del Partido Patriota —PP— aprobaron que la petición para quitarle la inmunidad a Pérez Molina fuera conocida por una comisión de cinco diputados, pero sin plazo límite;  la Comisión de cinco diputados –electos por sorteo–, tenía cuatro diputados de la alianza PP-LIDER además de la diputada opositora Nineth Montenegro. Sorprevisamente, Gloria Sánchez Abascal, del Partido Patriota, acuerpó a Montenegro y pidió la renuncia al presidente. Pero el presidente de la comisión pesquidora, el diputado Mario Linares —representante de Baja Verapaz por el Partido y esposo de la magistrada de la Corte Suprema de Justicia de Guatemala, Silvia Verónica García Molina— no se había presentado a la sesión del legislativo y no se pudo iniciar el trabajo de la comisión.

### Los aliados del presidente
Durante el paro nacional quedó en evidencia que Pérez Molina todavía tiene tres fuertes aliados:
- Manuel Baldizón:  candidato presidencial del partido LIDER, que utilizó a su bancada —que corresponde al 40 % de los diputados del Congreso luego que muchos se pasaron a su partido en los últimos tres años— para romper el quorum y evitar que se continuar con el trabajo de la comisión pesquisidora que fue elegida para tratar la cuestión del antejuicio en contra del presidente.[13]
- Mario López Estrada: empresario de telefonía celular considerado por la revista Forbes como el más acaudalado de Guatemala —quien además es nieto del expresidente Manuel Estrada Cabrera[14]— quien pocos días antes cedió a varios de sus ejecutivos para ocupar las vacantes de ministerios cruciales en el gabinete de Pérez Molina a cambio del monopolio de la banda 4G.[13]

### Cronograma de los acontecimientos
27 de agosto de 2015
| Hora        | Acontecimiento |
| ----------- | --- |
| 5:30 a. m.  | Alrededor de cinco mil personas bloquean el paso en Cuatro Caminos, en Totonicapán. |
| 7:00 a. m.  | Se inician bloqueos en otras partes del área rural del país. |
| 7:30 a. m.  | Se inician los preparativos para recibir a los manifestantes en la Plaza de la Constitución |
| 8:00 a. m.  | - Bloquean la carretera que conduce de Cobán a Chisec en el departamento de Alta Verapaz. - Pobladores de los 48 cantones de Totonicapán bloquean el kilómetro 170 de la carretera Interamericana en Santa Catarina Ixtahuacán. |
| 8:10 a. m.  | La primera manifestación en la Ciudad de Guatemala se inicia en la avenida Bolívar y 33 calle, de la zona 3. |
| 8:15 a. m.  | Estudiantes de la sede de la ciudad de Quetzaltenango de la Universidad Rafael Landívar se reúnen en esa localidad portando letreros en contra del presidente. |
| 8:45 a. m.  | Manifestantes ocupan una sede regional en el municipio de Retalhuleu. |
| 8:55 a. m.  | Ministra de Gobernación ordena a los agentes de la Policía Nacional Civil (PNC) no usar armas durante la manifestación. |
| 9:24 a. m.  | Policía garantiza seguridad en manifestaciones |
| 9:26 a. m.  | Grupos estudiantiles en la Universidad de San Carlos preparan la salida de la marcha pacífica #ParoNacional #YoNoTengoPresidente. |
| 9:29 a. m.  | Oficiales de la Procuraduría de los Derechos Humanos (PDH) se organizan para cubrir el Paro Nacional. |
| 9:39 a. m.  | Pelotón antimotines de la Policía Nacional Civil de Guatemala llega a la manifestación en Tactic, Alta Verapaz. |
| 9:40 a. m.  | Al menos ocho rutas diferentes en el área rural registran manifestaciones. |
| 10:00 a. m. | - Estudiantes de la Universidad Rafael Landívar inician su recorrido desde el campus central de esa casa de estudios. - Dando marcha atrás a su postura inicial, el CACIF exhorta a sus empresas afiliadas a participar en marchas y paro. |
| 10:30 a. m. | Grupos de estudiantes de la Universidad del Valle se unen a la manifestación que momentos antes salió de la Universidad Rafael Landívar. |
| 11:20 a. m. | El procurador de los Derechos Humanos, Jorge de León Duque, llega a la Plaza de la Constitución. |
| 11:25 a. m. | La Procuraduría General de la Nación reitera su petición al presidente de la República para que renuncie. La titular de la PGN, María Eugenia Villagran en conferencia de prensa recomendó por segunda vez en menos de 24 hours que el presidente Otto Pérez Molina presente su renuncia al cargo. Los trabajadores de esa institución se unen al Paro Nacional. |
| 11:30 a. m. | Grupos de estudiantes de la Universidad Francisco Marroquín y la Universidad del Istmo de Guatemala se integran a la manifestación de universidades privadas provenientes de sus respectivos centros de estudio. |
| 11:30 a. m. | Los miembros de la Conferencia Episcopal de Guatemala piden al presidente Otto Pérez Molina que reflexione sobre su renuncia. |
| 12:20 p. m. | Varias manifestaciones convergen frente al Congreso de la República, en donde se está escogiendo a la comisión pesquisidora que va a decicir si procede el antejuicio en contra del presidente. |
| 12:40 p. m. | Armando Paniagua, exdirector de Fonapaz y candidato a alcalde por el Partido Patriota en Quetzaltenango, pide la renuncia de Otto Pérez Molina, su otrora aliado. |
| 1:30 p. m.  | - Presidente Pérez Molina observa las manifestaciones desde el centro de monitoreo del Ministerio de Gobernación de Guatemala. - La publicación guatemalteca Nómada publica un artículo en el que explica cómo la alianza entre el empresario Mario López, propietario de la telefónica guatemalteca Tigo y el presidente Pérez Molina se aprovechó del vacío de poder dejado por los representantes del CACIF que renunciaron al gabinete de Pérez Molina el viernes anterior. López logró colocar a sus empleados Acisclo Valladares Urruela -hijo del embajador de Guatemala ante el Reino Unido, Acisclo Valladares Molina- y Ricardo Sagastume en ministerios claves del gobierno del Partido Patriota: PRONACOM y el Ministerio de Economía. El ejecutivo ahora tiene en puestos clave a personeros de Tigo que pueden beneficiar a un monopolio en el servicio de Internet en Guatemala.                              |
| 1:40 p. m.  | La Conferencia Episcopal de Guatemala -ente que aglutina a los obispos de Guatemala- emite un comunicado en el que exige justicia y transparencia. |
| 2:05 p. m.  | - El CACIF a través se congratula por el apoyo mostrado por las empresas e instó nuevamente al Presidente a presentar su renuncia. - Representantes de los 48 cantones de Totonicapán presentan firmas al Tribunal Supremo Electoral para exigir renuncia del Presidente |
| 2:10 p. m.  | Exministro López Bonilla arriba a Panamá |
| 3:00 p. m.  | Incidentes durante manifestación en Cobán |
| 3:30 p. m.  | - Algunos de los manifestantes que se encontraban frente al Congreso lanzaron tomates en uno de los portones, luego que se anunciara receso. - La diputada Nineth Montenegro, miembro de la comisión pesquisidora, y algunos diputados de la Unión Nacional de la Esperanza, intentan tomar la palabra en el pleno del Congreso para solicitar que se inicie el trabajo de la comisión pesquisidora, pero los diputados del Partido LIDER y del Partido Patriota abandonan el hemiciclo, rompiendo el quorum. La revista Nómada reporta que el presidente del Congreso, diputado Luis Rabbé, dio por concluida la sesión riéndose. - Nineth Montenegro envía un reporte escrito al presidente del Congreso de la República indicando que no ha logrado comunicarse con los otros miembros de la comisión y que esto muestra falta de compromiso de los diputados del partido oficial -Partido Patriota- y del Partido LIDER. |
| 5:00 p. m.  | * El coronel retirado Mauricio López Bonilla llegó a Punta Cana, República Dominicana y en una improvisada entrevista afirmó que solamente iba a estar un día por una reunión de trabajo y que la situación en Guatemala «estaba complicada y se prestaba a especulaciones». - Se reportó que el Ministerio Público no obtuvo los fondos que el ejecutivo tendría que haberle dado, y notificó a sus fiscales que no tiene dinero para pagarles el sueldo de septiembre. |
| 7:00 p. m.  | - Se calculó que los asistentes a la marcha en la Plaza de la Constitución habrían alcanzado entre cien mil y ciento ochenta mil personas. - En una entrevista con una radiofusora gubernamental, el presidente afirmó nuevamente que no piensa renunciar, ni huir del país a pesar de las masivas protestas en su contra. |
| 8:00 p. m.  | El vicepresidente Alejandro Maldonado Aguirre, en una entrevista con la televisora Canal Antigua, indicó que no le iba a pedir la renuncia al presidente de la República porque él no era «ni traidor ni cobarde». |

## Posición de la izquierda guatemalteca
El movimiento de los indignados que surgió con el grupo #RenunciaYa en abril, cuando los indignados de la clase media espontáneamente a tomaron el Parque Central de la Ciudad de Guatemala para protestar contra el robo de sus impuestos, los izquierdistas guatemaltecos consideraron existía la posibilidad de que se integrara una cruzada contra el neoliberalismo en el país. Pero, para su decepción, no fue así.
De acuerdo a los escritores de izquierda como Ollantay Itzamná, el movimiento citadino habría sido «capturado» por los empresarios poderosos aglutinados en el Comité de Instituciones Agrícolas, Comerciales, Industriales y Financieras —CACIF— y por los intereses geopolíticos de la Embajada de los Estados Unidos acreditada en Guatemala. Según Itzamná, estos dos poderosos actores, habrían comenzado sumándose a la indignación movilizada, para luego promover a «organismos oportunistas» en dicha crisis, y finalmente a convocar, dirigir y financiar las manifestaciones y movilizaciones del 27 de agosto para destituir al Gobierno de Pérez Molina, y «evitar» que Manuel Baldizón, llegara a la presidencia.
Desde la perspectiva izquierdista, el gobierno estadounidense estaría preparándose para la inminente llegada de la República Popular China a Centroamérica y el Caribe, y para el retorno de Rusia, la que —junto a China— planea construir un canal interoceánico en Nicaragua y competir así con el Canal de Panamá. De allí que la CICIG, estaría en buena medida financiada por el gobierno Barack Obama, interesado en una eficiente guerra contra la corrupción en Guatemala.
Otto Pérez Molina fue un aliado galardonado del gobierno estadounidense de los miembros del CACIF durante la Guerra Civil de Guatemala; por ello, los Estados Unidos y el CACIF lo habrían apoyado en la presidencia. Pero, Pérez Molina habría querido apartarse del control sistémico, atreviéndose a promover la legalización de las drogas y a desviar el botín de la corrupción a sus cuentas personales.  Ahora bien, la situación se le habría complicado al gobierno estadounidense y a los empresarios guatemaltecos porque el siguiente presidente en Guatemala, podría ser alguien vinculado al narcotráfico y por ello quieren evitar que se instaure a toda costa, pues podría competir contra los monopolios y sistemas de defraudación ya establecidos que les favorecerían.

## Consecuencias
El 28 de agosto de 2015, la comisión pesquisidora inicia su trabajo y se compromete a entregar su dictamen al pleno el lunes 31 de agosto.  El presidente de la comisión indicó que se ausentó del pleno el día anterior por padecer quebrantos de salud.
El sábado 29 de agosto, el famoso cantante guatemalteco Ricardo Arjona anuncia que va a devolver la condecoración de la Orden del Quetzal que le había otorgado el presidente Otto Pérez Molina. Asimismo, pide la renuncia del presidente guatemalteco.  Ese mismo día, tras recibir y analizar el reporte del presidente Pérez Molina, la comisión pesquisidora recomienda despojarlo de su inmunidad.
El 1 de septiembre el Congreso despojó de inmunidad a Pérez Molina con un total de ciento treinta y dos votos a favor y cero en contra. Y, finalmente, Roxana Baldetti fue traslada al Centro de Detención Preventiva para Mujeres Santa Teresa el 2 de septiembre de 2015 por la noche, al mismo tiempo que se giraba la orden de captura en contra del presidente Pérez Molina, quien había perdido su inmunidad en el Congreso un día antes.
El 2 de septiembre de 2015 por la noche, Pérez Molina renunció a la Presidencia de la República, y el 3 de septiembre se presentó a la Torre de Tribunales para enfrentar su primera audiencia por el caso de La Línea.

## Galería

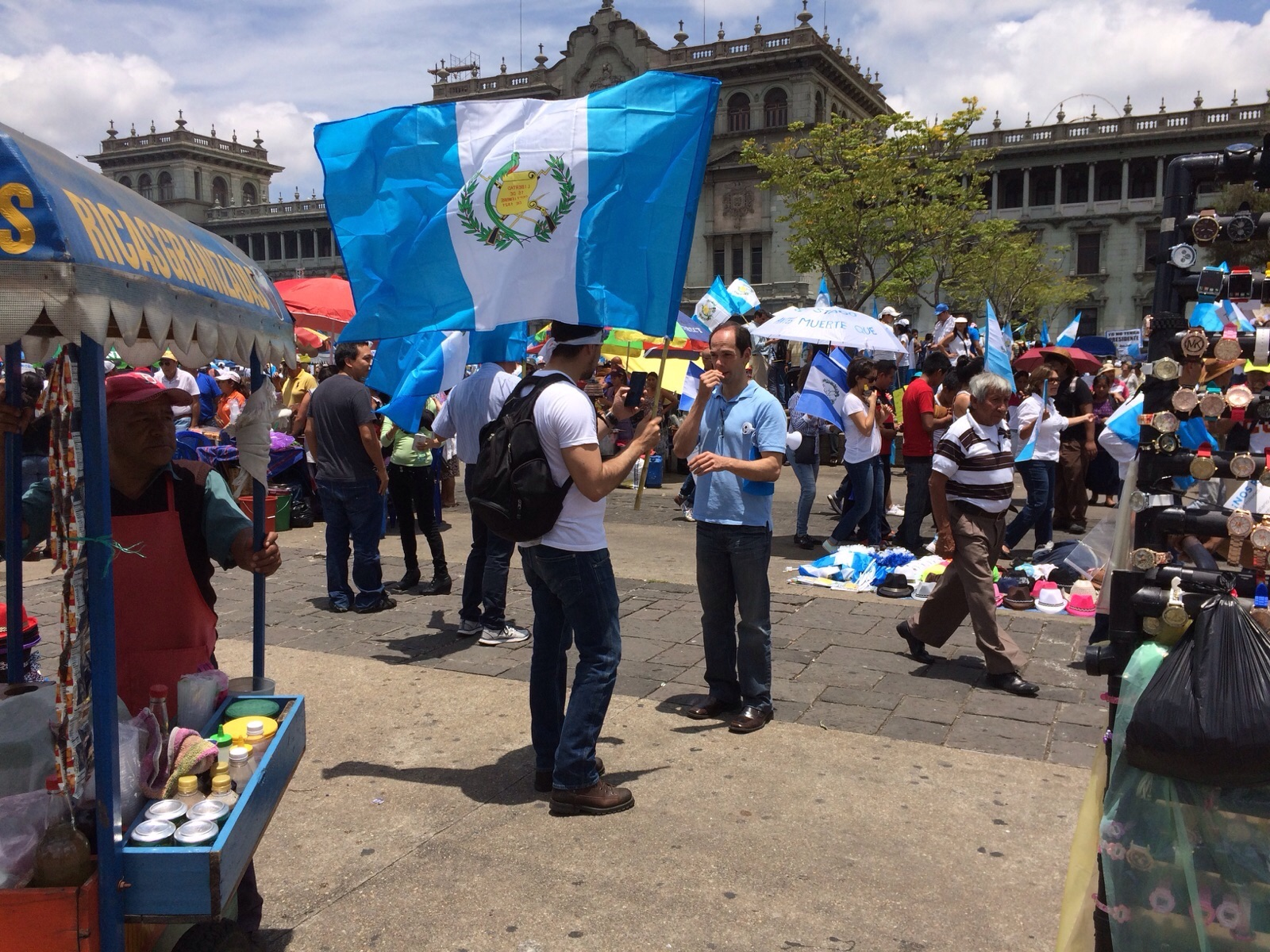
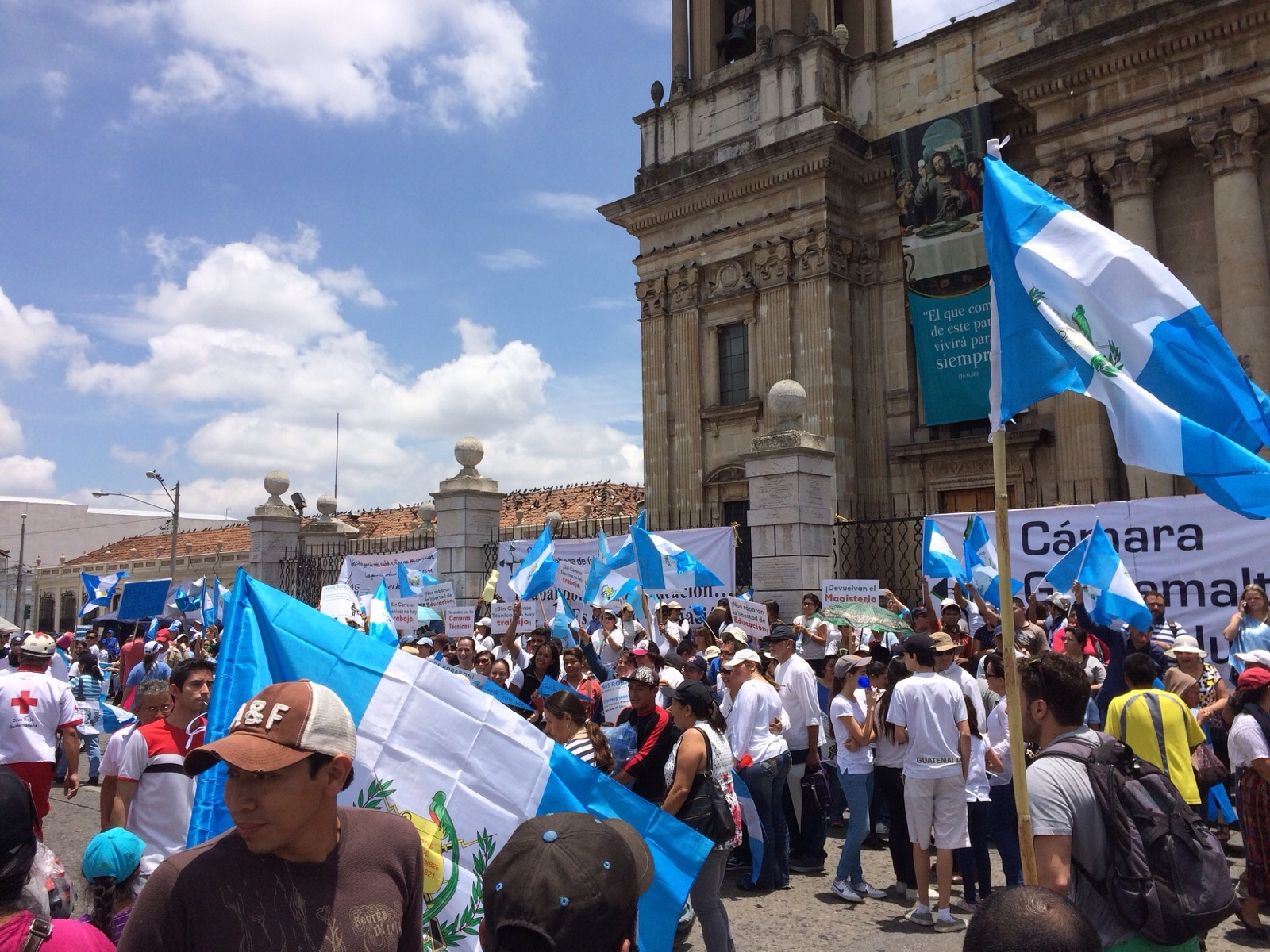
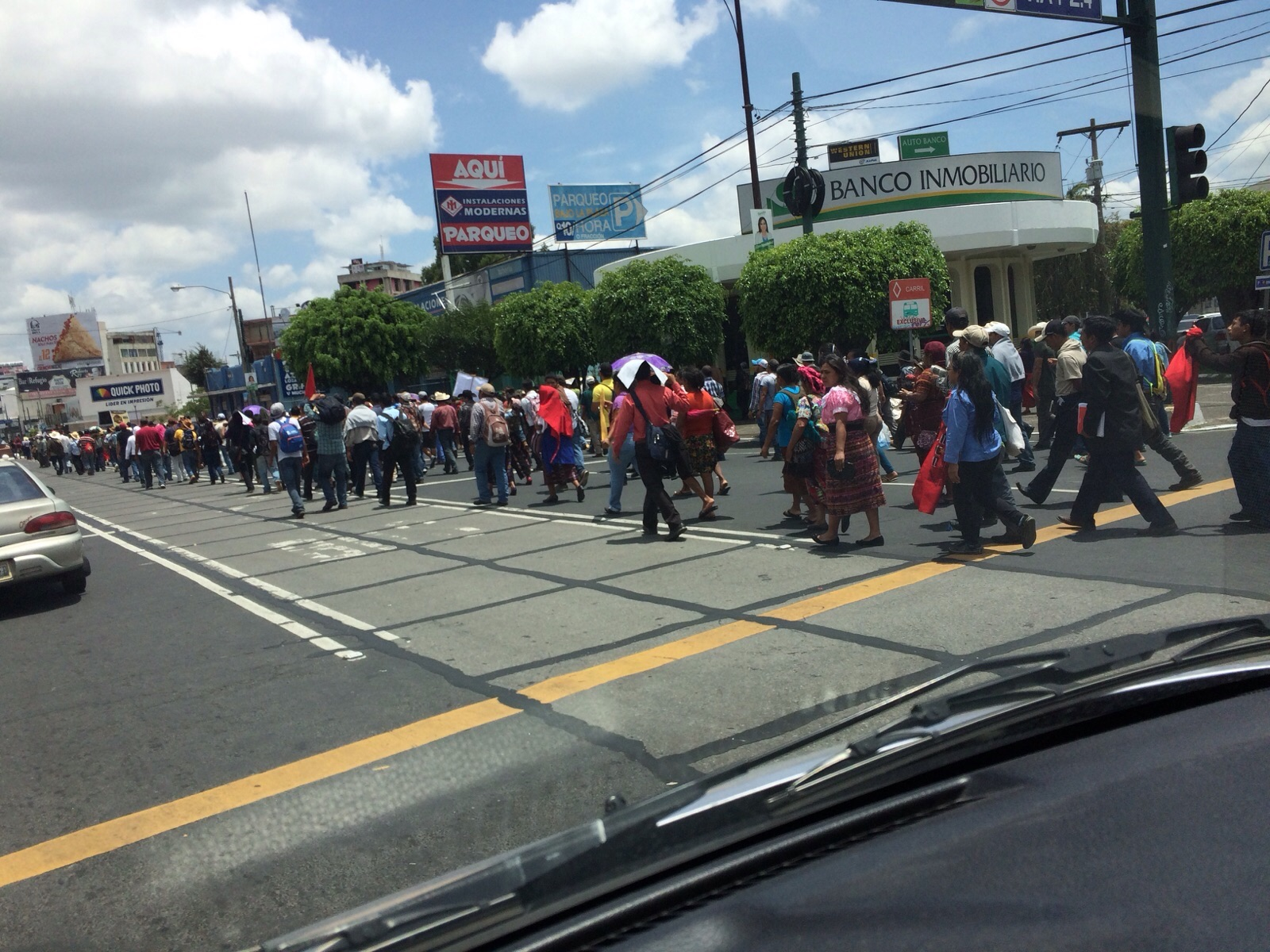